# Balisarda
Balisarda è il nome della spada utilizzata da Ruggero nell' Orlando innamorato e nell' Orlando furioso . L'arma è stata forgiata dalla fata Falerina per uccidere Orlando, infatti grazie ad essa è possibile annullare qualsiasi incantesimo; finché non viene rubata da Orlando stesso che con essa distrugge il giardino di Falerina. La spada tornerà in seguito nelle mani di Ruggiero.